# Frost (roman)
Frost (engelska Shiver) är den först utkomna romanen i serien Wolves of Mercy Falls av författaren Maggie Stiefvater. Boken utkom 1 augusti 2009 i USA och i Sverige 3 april 2010. 

## Handling
Boken handlar om den 17-åriga flickan Grace och hennes relation till den gulögda vargen som varje kväll lurar på hennes bakgård. När Grace var liten attackerades hon av en flock vargar som drog henne ut i skogen. Attacken har präglat hennes liv men hon kan varken minnas hur hon överlevde eller hur hon kom tillbaka ut från skogen. 
Varje kväll iakttar hon den stora, gulögda vargen vid hennes bakgård genom fönstret, något hon gjort i alla år, genom ur och skur. Och den gulögda vargen har iakttagit henne. De har genom sina tysta, distanserade konversationer utvecklat någon slags samhörighet och Grace gör vad som helst för att skydda sin varg.
När en pojke på skolan blir attackerad av vargar ger sig stadens jaktsällskap ut för att skjuta dem men det tillåter inte Grace. Hon måste finna sin varg. När hon i sin desperata jakt efter den gulögda vargen finner en skjuten pojke på hennes veranda vet hon plötsligt precis vad det handlar om. De där ögonen känner hon igen.

## Karaktärer
- Grace Brisbane, huvudperson
- Sam Roth, huvudperson
- Jack Culpeper
- Isabel Culpeper
- Beck
- Olivia
- Rachel
- Paul
- Shelby
- Salem
- Ulrik

## Utmärkelser
- Indies Choice Book Award- finalist
- ALA Best Books for Young Adults
- SIBA 2010 Book Award- finalist
- Publishers Weekly Best Books of 2009
- Amazon Top Ten Books for Teens
- Glamour’s Best Book to Curl Up With

## Andra böcker i serien
- Linger (sv. Feber) release i Sverige och USA 2010-07-20
- Forever (sv. För evigt) release i Sverige och USA 2011-07-22